# Mamam Cherif Touré
Mamam Cherif Touré (ur. 13 stycznia 1981 w Mango) – togijski piłkarz grający na pozycji pomocnika.

## Życiorys
Swoją karierę Touré rozpoczął w Étoile Filante de Lomé. Następnie był piłkarzem rezerw Eintrachtu Frankfurt, 1. FC Nürnberg i Olympique Marsylia. W 1999 roku wyjechał do Zjednoczonych Emiratów Arabskich. Grał w Al-Jazira Club i Al-Nasr Dubaj. Wiosną 2001 grał w Hannoverze. Latem 2001 przeniósł się do Szkocji do klubu Livingston F.C. W czasie mistrzostw świata występował w FC Metz razem ze swoim rodakiem Kossim Agassą. Grał też w algierskim MC Algier i omańskim Al-Orouba SC.
| Sezon   | Klub                   | Kraj                         | Flaga                        | Rozgrywki                | Mecze | Bramki |
| ------- | ---------------------- | ---------------------------- | ---------------------------- | ------------------------ | ----- | ------ |
| 1996    | Étoile Filante de Lomé | Togo                         | Togo                         | Première Division        | ?     | ?      |
| 1996/97 | Eintracht II Frankfurt | Niemcy                       | Niemcy                       | Oberliga                 | 23    | 1      |
| 1997/98 | 1. FC Nürnberg II      | Niemcy                       | Niemcy                       | Landesliga               | ?     | ?      |
| 1998/99 | Olympique Marsylia B   | Francja                      | Francja                      | CFA                      | ?     | ?      |
| 1998/99 | Al-Jazira Club         | Zjednoczone Emiraty Arabskie | Zjednoczone Emiraty Arabskie | UAE League               | ?     | ?      |
| 1999/00 | Al-Jazira Club         | Zjednoczone Emiraty Arabskie | Zjednoczone Emiraty Arabskie | UAE League               | ?     | ?      |
| 2000/01 | Al-Nasr Dubaj          | Zjednoczone Emiraty Arabskie | Zjednoczone Emiraty Arabskie | UAE League               | ?     | ?      |
| 2001/02 | Livingston             | Szkocja                      | Szkocja                      | Premier League           | 9     | 0      |
| 2002/03 | Livingston             | Szkocja                      | Szkocja                      | Premier League           | 21    | 3      |
| 2003/04 | Livingston             | Szkocja                      | Szkocja                      | Premier League           | 1     | 0      |
| 2004/05 | Livingston             | Szkocja                      | Szkocja                      | Premier League           | 0     | 0      |
| 2005/06 | FC Metz                | Francja                      | Francja                      | Ligue 1                  | 10    | 0      |
| 2006/07 | Al-Jazira Club         | Zjednoczone Emiraty Arabskie | Zjednoczone Emiraty Arabskie | UAE League               | 16    | 3      |
| 2007/08 | MC Algier              | Algieria                     | Algieria                     | Première Division        | 7     | 0      |
| 2008/09 | Al-Orouba SC           | Oman                         | Oman                         | Oman Professional League | 18    | 0      |